# Metody (Liweris)
Metody, imię świeckie Nikolaos Liweris (ur. 1935 w Wiro) – grecki biskup prawosławny służący w jurysdykcji Patriarchatu Jerozolimskiego.

## Życiorys
W latach 1953–1959 studiował teologię w szkole Patriarchatu Jerozolimskiego. W czasie nauki, w 1957, złożył wieczyste śluby mnisze z imieniem Metody. Następnie przyjął święcenia diakońskie i podjął pracę w piśmie Patriarchatu „Nowy Syjon” (gr. Nea Sion). W 1959 został wyświęcony na kapłana. Od 1959 do 1967 był oficjalnym przedstawicielem patriarchy w Akce, zaś od 1967 do 1970 przełożonym monasteru św. Jana Chrzciciela w Jerozolimie. Następnie od 1970 do 1979 pełnił funkcję przedstawiciela Patriarchatu na Cyprze. W 1963 otrzymał godność archimandryty.
W 1982 został przełożonym klasztoru w Betzali (Haderze), po czym skierowano go na studia teologiczne na uniwersytecie w Atenach. Po ich ukończeniu został przedstawicielem Patriarchatu w Betlejem; w 1994 ponownie przełożonym klasztoru w Betzali. Od 2001 zasiadał w Świętym Synodzie Patriarchatu Jerozolimskiego oraz objął funkcję skarbnika bazyliki Zmartwychwstania Pańskiego. Od 2003 był ponadto wiceprzewodniczącym komisji ekonomicznej Kościoła, a w 2005 wybrany na jej przewodniczącego i nominowany na arcybiskupa Taboru.
28 listopada 2005 w bazylice Zmartwychwstania Pańskiego miała miejsce jego chirotonia biskupia.